# Quizás para siempre
Quizás para siempre (título en inglés: Always Be My Maybe) es una película estadounidense de comedia romántica lanzada en 2019, escrita por Ali Wong, Randall Park y Michael Golamco y dirigida por Nahnatchka Khan. Es protagonizada por Wong y Park. 
La película se estrenó en cines selectos el 29 de mayo de 2019 y el 31 de mayo de 2019 en Netflix.

## Sinopsis
Dos amigos de la infancia de San Francisco que no han estado en contacto desde que una breve aventura adolescente terminó mal. En los 16 años transcurridos desde entonces, han crecido hasta circunstancias muy diferentes: Sasha, es una chef famosa, mientras que Marcus todavía vive en el dormitorio de su infancia y trabaja para el servicio de aire acondicionado de su padre, su vida casi congelada desde la muerte prematura de su madre. Sasha y Marcus se reconectan cuando Sasha regresa a San Francisco para abrir un restaurante y la química romántica de sus años de adolescencia continúa, pero los temores de Marcus y la exigente carrera de Sasha desafían su relación.

## Reparto
- Ali Wong como Sasha. 
  - Miya Cech como Sasha de 12 años.
  - Ashley Liao como Sasha de 15 años.
- Randall Park como Marcus. 
  - Emerson Min como Marcus de 12 años.
  - Jackson Geach como Marcus de 15 años.
- James Saito como Harry.
- Michelle Buteau como Verónica. 
  - Anaiyah Bernier como Verónica de 15 años de edad.
- Vivian Bang como Jenny.
- Keanu Reeves como él mismo.[1]
- Susan Park como Judy, la madre de Marcus.
- Daniel Dae Kim como Brandon.
- Karan Soni como Tony.
- Charlyne Yi como Ginger.
- Lyricss Born como Quasar.
- Casey Wilson como Chloe.

## Desarrollo y producción
Ali Wong y Randall Park se conocieron a finales de la década de 1990 durante una "competencia de cocina con arroz frito organizada por un amigo mutuo de la Compañía de Teatro LCC, un grupo de performance asiático-estadounidense co-fundado mientras asistía a UCLA". Park y Wong se mantuvieron en contacto y siguieron siendo amigos cercanos y apoyándose en los proyectos de cada uno.
En 2016, Wong mencionó en una entrevista con el New Yorker que ella y Park habían estado trabajando durante años para desarrollar "nuestra versión de When Harry Met Sally". Jackson McHenry, de Vulture, escribió una columna en apoyo entusiasta del proyecto con el titular: "Querido Hollywood: Haz el Rom-Com Soñado de Ali Wong y Randall Park". El proyecto se puso en marcha y, en agosto de 2017, Netflix anunció que había dado luz verde a una película sin título escrita por Wong, Park y Michael Golamco. En marzo de 2018, se anunció que Nahnatchka Khan haría su debut como directora, y la fotografía principal comenzaría en Vancouver y San Francisco en mayo de 2018. En mayo de 2018, Keanu Reeves, Daniel Dae Kim, Michelle Buteau, Vivian Bang, Karan Soni, Charlyne Yi, James Saito, Lyrics Born y Susan Park se unieron al elenco de la película, titulada Always Be My Maybe.
El casting de Reeves fue pensado inicialmente para ser un sueño imposible. "Él es el chico de los sueños", dijo Khan. "Al igual que, no sabemos cuál es su horario, pero esto sería increíble". "Todos pensamos que sería imposible atraparlo", dijo Park. "¿Cuál era la probabilidad de que estuviera disponible, y también él estaba dispuesto a interpretarse a él mismo? Así que tratemos de pensar en otras personas que podamos conseguir". Las alternativas a Reeves incluían a Tony Leung, Mark Dacascos, M. Night Shyamalan y Paul Giamatti. Reeves, un gran fanático del stand-up de Wong estuvo a bordo desde el principio y encontró una manera de rodar su escena según su horario. "Me dijo: 'Me sentiría honrado de ser parte de esta historia de amor'", dijo Khan.
Reeves repasó el guion con Wong y Khan en el Chateau Marmont Hotel en Los Ángeles. "Lanzó un par de cosas que lograron entrar. Como usar lentes que no tenían lentes", señaló Wong. "Y la parte en la escena de la noche de juegos en la que enumera a todos estos dignatarios chinos, eso fue idea suya. Y cuando él dice: 'No tengo un problema, Sasha. ¿Cuál es tu problema?' y comienza a luchar contra el aire. Es difícil describir lo asombrosamente divertido que es ".

### Rodaje
El rodaje comenzó el 30 de mayo de 2018, en Vancouver. La filmación adicional tuvo lugar en San Francisco del 15 al 26 de julio de 2018.

## Estreno
Always Be My Maybe fue estrenada el 29 de mayo de 2019, en cines selectos y el 31 de mayo de 2019, en Netflix. 

## Recepción
Always Be My Maybe recibió reseñas generalmente positivas de parte de la crítica y de la audiencia. En el sitio web especializado Rotten Tomatoes, la película posee una aprobación de 89%, basada en 100 reseñas, con una calificación de 7.1/10, mientras que de parte de la audiencia tiene una aprobación de 79%, basada en más de 1000 votos, con una calificación de 3.9/5.
El sitio web Metacritic le dio a la película una puntuación de 64 de 100, basada en 20 reseñas, indicando "reseñas generalmente favorables". En el sitio IMDb los usuarios le asignaron una calificación de 6.8/10, sobre la base de 57 066 votos. En la página web FilmAffinity la cinta tiene una calificación de 5.2/10, basada en 1539 votos.